# Порту-Эстрела
Порту-Эстрела (порт. Porto Estrela) — муниципалитет в Бразилии, входит в штат Мату-Гросу. Составная часть мезорегиона Юго-запад штата Мату-Гроссу. Входит в экономико-статистический микрорегион Тангара-да-Серра. Население составляет 4096 человек на 2006 год. Занимает площадь 2065,241 км². Плотность населения — 2,0 чел./км².

## Статистика
- Валовой внутренний продукт на 2003 год составляет 19 171 161,00 реалов (данные: Бразильский институт географии и статистики).
- Валовой внутренний продукт на душу населения на 2003 год составляет 4380,98 реалов (данные: Бразильский институт географии и статистики).
- Индекс развития человеческого потенциала на 2000 год составляет 0,654 (данные: Программа развития ООН).